# NGC 4915
NGC 4915 is een elliptisch sterrenstelsel in het sterrenbeeld Maagd. Het hemelobject werd op 11 maart 1787 ontdekt door de Duits-Britse astronoom William Herschel.

## Synoniemen
- MCG -1-33-69
- UGCA 318
- PGC 44891